# تاترا ۴۹
تاترا ۴۹ (Tatra ۴۹) خودرویی است که در سال‌های ۱۹۲۹ تا ۱۹۳۹ about ۲۰۰ producedدر موراوی و چکسلواکی تولید شده‌است. وزن آن در حالت طبیعی ۵۰۰ کیلوگرم (۱٬۱۰۰ پوند)  است.
موتور آن ۵۲۹ سی‌سی سیستم جعبه‌دندهٔ آن ۳ دنده به صورت دستی است.